# Ortana Calcio a 5
L'Ortana è stata una squadra italiana di calcio a 5 con sede a Orte, campione d'Italia nella stagione 1985-86.

## Storia
Le origini della squadra risalgono al 1985 quando una lite avvenuta all'interno dello spogliatoio della Roma Calcetto, portò alcuni dirigenti e giocatori a spostarsi a Orte e fondare una nuova squadra. Dopo aver superato e dominando la fase interregionale l'Ortana Griphus raggiunse la poule scudetto dove affrontò il Millefonti Torino, il Circolo Aniene e il Bubi Merano. I viterbesi vinsero tutte e tre le gare, disputate al Foro Italico a Roma, vincendo 5-3 con il Millefiori, 7-3 contro l'Aniene e 6-2 al Bubi Merano. In semifinale gli ortani trovarono la Padana Modena che superarono agevolmente per 5-2, approdando in finale dove affrontarono i padroni di casa, nonché campioni in carica, della Roma Barilla. L'Ortana andò per prima in vantaggio, con Colombini, per essere poi raggiunti nel finale del primo tempo. Nel secondo tempo la Roma passò in vantaggio ma l'Ortana pareggiò subito con Filippini. Terminati i due tempi sul 2 a 2 si andò ai supplementari dove ancora un gol a testa costrinse le squadre ai rigori dove l'Ortana (che tirava per seconda) fu impeccabile segnando 5 rigori su 5 contro i 4 su 5 della Roma. Filippini, Scacchi, Colombini, Caneschi e Rotondi segnano tutti. Rotondi para il terzo rigore a Albanesi. Anche nelle due stagioni successive l'Ortana vinse il campionato umbro.
Nella stagione 1986-87 l'Ortana debutta nelle competizioni europee, superando il girone eliminatorio della European Champions Tournament grazie a una vittoria e un pareggio ma perdendo la semifinale contro il ZVK Hasselt per 2-1. I viterbesi giunsero terzi vincendo la finalina ai supplementari per 5-2 contro gli olandesi del Drei Keuninge. Nel 1990, dopo appena 5 anni dalla fondazione, la società si sciolse.

## Palmarès
- Campionato italiano: 1

1985-86

## La rosa 1985-86
Rotondi, Scacchi, Strabioli, Cortesi, Colombini, Bernardi, Caneschi, Ronconi, Ferretti, Filippini.

Allenatore: Sergio Ceccano

Direttore Tecnico: Franco Astrologo